# Roman Lampl
Roman Lampl (* 29. März 1900 in Eurastetten, Oberbayern; † 17. April 1965 in München) war ein deutscher Landwirt, Verwaltungsbeamter und Politiker (Bayernpartei).

## Leben
Nach dem Besuch einer höheren Schule arbeitete Lampl zunächst in der Landwirtschaft. Im Anschluss absolvierte er ein Studium an der Akademie für Landwirtschaft Weihenstephan und an den Universitäten in München und Leipzig. Danach ging er erneut einer praktischen Tätigkeit nach und war zudem als landwirtschaftlicher Berater tätig. Später wurde er als Landwirtschaftsrat Leiter des Landwirtschaftsamtes in Starnberg. Von März 1955 bis Dezember 1962 übernahm er als Regierungsdirektor die Leitung der Bayerischen Anstalt für Pflanzenbau und Pflanzenschutz.
Lampl war seit 1948 Mitglied der Bayernpartei. Er gehörte dem Deutschen Bundestag seit dem 10. November 1950 an, als er für den verstorbenen Abgeordneten Ernst Falkner über die Landesliste Bayern nachrückte. Ab dem 14. Dezember 1951 war er Mitglied der Fraktion Föderalistische Union. Mit dem Scheitern der Bayernpartei an der Fünf-Prozent-Hürde bei der Bundestagswahl 1953 schied er aus dem Parlament aus.

## Veröffentlichungen
- Die Landwirtschaft. Lehrbuch für landwirtschaftliche Schulen, Band 4, Betriebswirtschaft. München 1964.